# The Donkey Party
The Donkey Party je americký němý film z roku 1901. Režisérem je Edwin S. Porter (1870–1941). Film měl premiéru 23. března 1901.

## Děj
Film zachycuje pět dívek a babičku, jak se snaží připevnit ocas k velkému obrázku osla, který visí na zdi. Všechny dívky umístí ocas na špatné místo, ale babička, která má jen částečně zavázané oči, umístí ocas na správné místo. Jakmile je ocas upevněn, osel začne kopat a udeří babičku do hrudi, čímž ji srazí dolů.